# Women
Women var ett kanadensiskt indierockband från Calgary. Deras debutalbum Women släpptes år 2008 och uppföljaren Public Strain två år senare.
År 2010 slutade gruppen spela ihop efter dispyter inom bandet. Gruppen upplöstes officiellt 2012. Gitarristen Christopher Reimer avled i februari 2012, 26 år gammal.
Sedan gruppens upplösning har Matthew Flegel och Michael Wallace varit aktiva i gruppen Preoccupations (f.d Viet Cong), medan Patrick Flegel släppt musik under namnet Cindy Lee.

## Medlemmar
- Patrick Flegel - sång, gitarr (2007–2010)
- Matthew Flegel - basgitarr, slagverk, sång (2007–2010)
- Michael Wallace - trummor (2007–2010)
- Christopher Reimer - gitarr, sampling, sång (2007–2010; död 2012)

## Diskografi
Studioalbum
- Women (Flemish Eye / Jagjaguwar, 2008)
- Public Strain (Flemish Eye / Jagjaguwar, 2010)

Singlar
- Service Animal / Grey Skies (2010)